# Cazideroque
Cazideroque is een gemeente in het Franse departement Lot-et-Garonne (regio Nouvelle-Aquitaine) en telt 250 inwoners (2005). De plaats maakt deel uit van het arrondissement Villeneuve-sur-Lot.

## Geografie
De oppervlakte van Cazideroque bedraagt 12,2 km², de bevolkingsdichtheid is 20,5 inwoners per km².
De onderstaande kaart toont de ligging van Cazideroque met de belangrijkste infrastructuur en aangrenzende gemeenten.

## Demografie
Onderstaande figuur toont het verloop van het inwonertal (bron: INSEE-tellingen).